# Симеон Ветхий
Симео́н Ве́тхий, или Симеон Дре́вний (др.-греч. Συμεὼν ὁ Παλαιός; IV—V века) — христианский подвижник, сирийский пустынник, преподобный.
Сведения о жизни и чудесах Симеона сообщает Феодорит Кирский в 6-й главе своей книги «История боголюбцев».
Симеон в продолжение многих лет проводил жизнь пустынную. Он поселился в маленькой пещере; не видел ни одного человека, чтобы постоянно беседовать с Богом. Внешне Симеон выглядел иссохшим и грязным, а на плечах носил короткие лохмотья из козьей шкуры. Подвижник получил от Бога дар управлять и повелевать дикими зверями: во время одной непогоды путники сбились с пути и забрели к месту жительства Симеона, они просили указать им путь; Симеон позвал из пустыни двух львов, которые по его приказу стали провожатыми для путешественников и вывели их на дорогу, с которой они сбились. Благодаря подобным чудесам многие люди стали приходить в подвижнику, нарушая его одиночество. Ради поиска нового места для отшельничества Симеон покинул пещеру и переселился на гору Аман. Здесь подвижник совершил различные чудеса: проявил дар прозорливости, потушил пожар при помощи молитвы, исцелял больных и бесноватого. Ища безмолвия, преподобный вновь поменял жительство, он переселился на гору Синай. За ним последовали его ученики, которые хотели подражать его примеру. Прожив некоторое время на Синае, Симеон возвратился назад. В Сирии подвижник основал два монастыря.
Симеон был современником Палладию и был близок к нему; подвижники часто ходили друг к другу, взаимно назидая друг друга.